# مكابح كهربائية

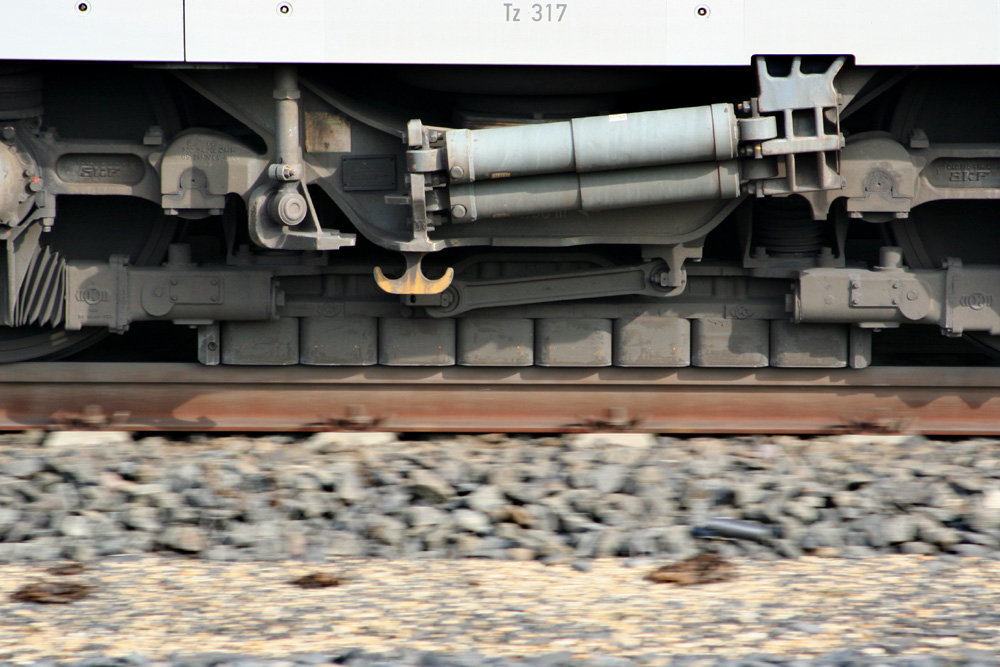
مكابح التيار الدوامي في قطار ألماني عالي السرعة ICE 3 أثناء العمل.

مكابح كهربائية أو مكابح التيار الدوامي، والمعروفة أيضًا باسم مكابح الحث، أو مكابح فاراداي، هي جهاز يستخدم لإبطاء أو إيقاف جسم متحرك عن طريق توليد تيارات دوامية وبالتالي تبديد طاقته الحركية على شكل حرارة. على عكس مكابح الاحتكاك، حيث يتم توفير قوة السحب التي توقف الجسم المتحرك من خلال الاحتكاك بين سطحين مضغوطين معًا، فإن قوة السحب في مكابح التيار الدوامي - وهي قوة كهرومغناطيسية بين مغناطيس وجسم موصل قريب - تتكون بسبب التيارات الدوامية المُستحثة في الموصل من خلال الحث الكهرومغناطيسي.
يتسبب تحرك سطح موصل بالقرب من مغناطيس ثابت في توليد تيارات كهربائية دائرية تسمى التيارات الدوامية، مُستحثة في الموصل بواسطة المجال المغناطيسي، كما هو موضح في قانون فاراداي للحث. بموجب قانون لينز، فإن التيارات الدائرية تخلق مجالًا مغناطيسيًا خاصًا بها يعارض مجال المغناطيس. وبالتالي فإن الموصل المتحرك يتعرض لقوة سحب من المغناطيس تعاكس حركته، تتناسب مع سرعته. تتبدد الطاقة الحركية للجسم المتحرك على شكل حرارة تتولد بواسطة التيار المتدفق عبر المقاومة الكهربائية للموصل.
في مكابح التيار الدوامي، قد يتم إنشاء المجال المغناطيسي بواسطة مغناطيس دائم أو مغناطيس كهربائي. باستخدام المغناطيس الكهربائي، يمكن تشغيل قوة الكبح وإيقافها (أو تغييرها) عن طريق تغيير التيار الكهربائي في ملفات المغناطيس الكهربائي. ميزة أخرى هي أنه بما أن الفرامل لا تعمل بالاحتكاك ، فلا توجد أسطح للمكابح تتعرض للتآكل، مما يلغي الحاجة إلى الاستبدال كما هو الحال مع مكابح الاحتكاك. أحد العيوب هو أنه بما أن قوة الكبح تتناسب مع السرعة النسبية للمركبة، وبالتالي فإن الكبح الكبح لا يمتلك قوة تثبيت عندما يكون الجسم المتحرك ثابتًا، كما هو الحال مع فرامل الاحتكاك، ولذلك في المركبات يجب استكمال المكابح الكهربائية بمكابح احتكاك.
تُستخدم المكابح كهربائية لإبطاء القطارات عالية السرعة والأفعوانيات، كـمُكمل لفرامل الاحتكاك في شاحنات المقطورات للمساعدة في منع تآكل الفرامل وارتفاع درجة الحرارة، وفي إيقاف الأدوات الكهربائية التي تعمل بسرعة عالية عند إيقافها.

## الآلية والمبدأ

صفيحة معدنية تتحرك إلى اليمين تحت مغناطيس، توضح كيفية عمل مكابح التيار الدوامي.الخطية في هذا الرسم، تم رسم المغناطيس على مسافة بعيدة عن الورقة للكشف عن المتجهات؛ في مكابح التيار الدوامي، يتم وضع المغناطيس عادةً بالقرب من الورقة قدر الإمكان.

فرامل التيار الدوامي الدائرية أو القرصية.

تتكون مكابح التيار الدوامي من قِطعة موصلة من المعدن، إما قضيب مستقيم أو قرص، تتحرك عبر المجال المغناطيسي للمغناطيس، إما مغناطيس دائم أو مغناطيس كهربائي. عندما يتحرك أمام المغناطيس الثابت، يمارس المغناطيس قوة سحب على المعدن مما يعاكس حركته، بسبب التيارات الكهربائية الدائرية المستحثة في المعدن بواسطة المجال المغناطيسي.

## مكابح التيار الدوامي الخطي

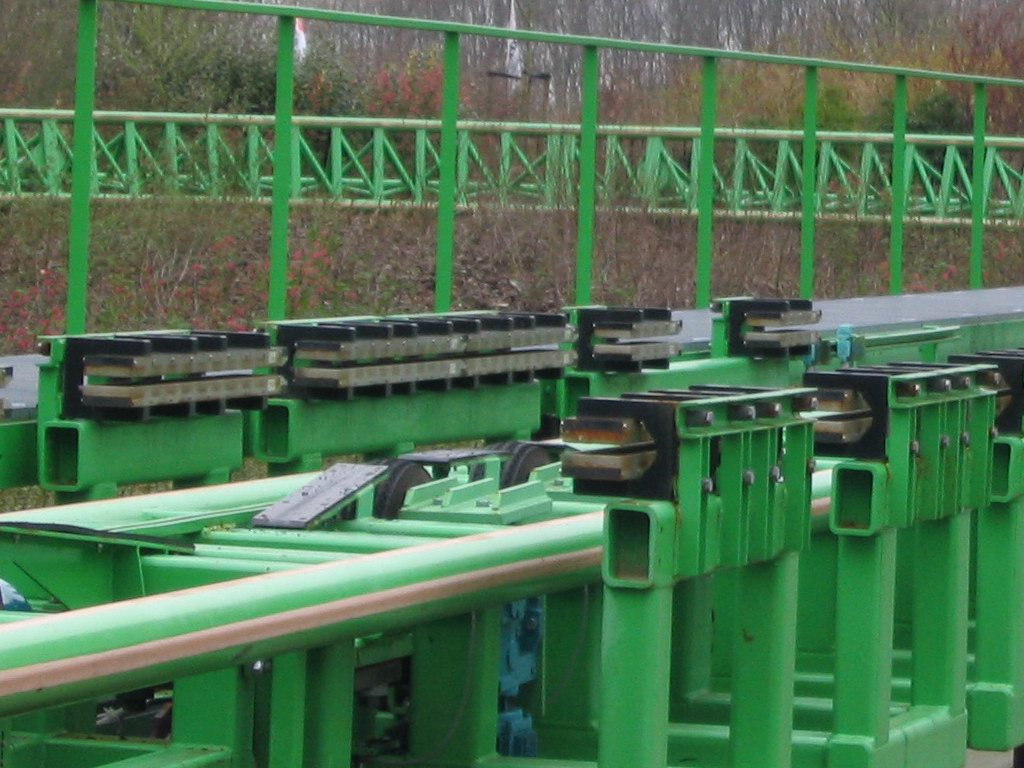
مكابح التيار الدوامي الخطية على قطار الملاهي.

يتم استخدام مكابح التيار الدوامي الخطية في بعض مركبات السكك الحديدية، مثل القطارات. يتم استخدامها في الأفعوانيات ، لإيقاف السيارات بسلاسة في نهاية الرحلة.